# Kefar Darom
Kefar Darom (hebr. ‏כְּפַר דָּרוֹם‎, dosłownie „Południowa Wioska”; ang. Kfar Darom) – nieistniejący już kibuc, który był położony w Strefie Gazy, na terenach okupowanych przez Izrael po Wojnie sześciodniowej. Jego likwidacja nastąpiła w 2005 razem ze wszystkimi pozostałymi osiedlami żydowskimi ewakuowanymi ze Strefy Gazy. Obecnie stanowi część miasta Dajr al-Balah.
Był członkiem Religijnego Ruchu Kibuców (HaKibbutz HaDati).

## Historia

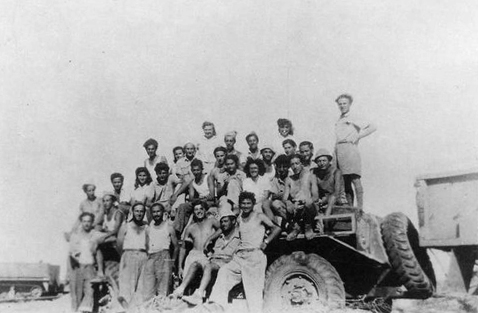
Mieszkańcy kibucu Kefar Darom, 1948

Kibuc został pierwotnie założony w 1930 przez Tuvie Millera, który zakupił obszar 260 ha ziemi pod uprawę cytrusów. Był on położony z dala od reszty osiedli żydowskich w Mandacie Palestyny. Podczas Arabskiej rewolty 1936 kibuc został zniszczony, a jego grunty odsprzedano do Żydowskiego Funduszu Narodowego.
W 1946 Agencja Żydowska przedstawiła plan budowy jedenastu osiedli na pustyni Negew. Celem było rozszerzenie granic przyszłego państwa żydowskiego, a jednocześnie budowa osiedli spełniających pierwszą linię obrony w przypadku wrogiej napaści. W dniu 6 października nastąpiło ponowne założenie kibucu Kefar Darom. Równocześnie z nim założono kibuce Be’eri i Tekuma. Kefar Darom było położone przy ważnej strategicznie nadbrzeżnej drodze. Podczas Wojny domowej w Mandacie Palestyny (1947-1948) i Wojny o niepodległość (1948-1949) kibuc był kilkakrotnie atakowany przez Arabów. Doszło wówczas do bitwy o Kefar Darom. Wszystkie arabskie ataki zakończyły się niepowodzeniem, jednak przedłużające się oblężenie doprowadziło do ewakuacji obrońców kibucu w dniu 8 lipca 1948. Po wojnie obszar Strefy Gazy znalazł się pod okupację Egiptu.
Po Wojnie sześciodniowej w 1967 tereny Strefy Gazy znalazły się pod okupacją izraelską. Za namową premiera Goldy Meir w październiku 1970 grupa żydowskich religijnych osadników z ruchu Bene Akiwa ponownie założyła w tym miejscu osadę. Była to osada rolnicza, przy której znajdowała się niewielka baza wojskowa Sił Obronnych Izraela, strzegących jej bezpieczeństwa.
Po zawarciu w 1993 Porozumienia z Oslo Kefar Darom stało się izraelską enklawą położoną wewnątrz terytorium Autonomii Palestyńskiej. Podczas Intifady Al-Aksa doszło do licznych przypadków ostrzelania kibucu. Najbardziej znanym było ostrzelanie w dniu 20 listopada 2000 autobusu szkolnego, w którym zginęły 2 osoby, a wiele zostało rannych. Pomimo ataków kibuc nadal był rozbudowywany i liczba jego mieszkańców w 2005 wynosiła 70 rodzin (około 400 osób). W 2005 rząd Izraela postanowił przeprowadzić całkowitą ewakuację wszystkich izraelskich cywili i żołnierzy ze Strefy Gazy. Obejmowało to likwidację wszystkich osiedli żydowskich i instalacji wojskowych na tym obszarze. Mieszkańcy Kefar Darom sprzeciwiali się planowi ewakuacji i organizowali różne akcje, aby wpłynąć na zmianę decyzji rządowych. Prawie wszyscy mieszkańcy odmówili dobrowolnego opuszczenia osady i 18 sierpnia 2005 zabarykadowali się w lokalnej synagodze. Na jej dachu wywiesili transparent z napisem: „Druga Kefar Darom nie upadnie”. Do zabarykadowanych osadników dołączyli ochotnicy, którzy w liczbie około 250 osób przebywali na dachu synagogi. Podczas ewakuacji doszło do starć z policją. Podczas konfrontacji na kilku żołnierzy i policjantów wylano kwas i inne ciecze chemiczne. Policja przy pomocy dźwigu dostała się na dach synagogi i przejęła nad nim kontrolę. Ewakuacja mieszkańców kibucu odbyła się już bez przemocy. Opuszczone domy zostały wyburzone przez wojskowe buldożery. Gdy teren opuszczonego kibucu zajęli Palestyńczycy, podłożyli oni ogień pod synagogę.
27 grudnia 2009 rząd zatwierdził plan budowy nowego osiedla przy moszawie Nir Akiwa. Zamieszkali w nich mieszkańcy zlikwidowanego Kefar Darom.

### Demografia
Liczba mieszkańców Kefar Darom:

## Gospodarka
Mieszkańcy kibucu utrzymywali się głównie z produkcji rolniczej prowadzonej w szklarniach. W osiedlu znajdowała się fabryka żywności pakowanej w puszki konserwowe. W kibucu była studnia, ośrodek zdrowia, szkoła podstawowa i przedszkole.